# Bad Friedrichshall
Bad Friedrichshall är en stad i Landkreis Heilbronn i regionen Heilbronn-Franken i Regierungsbezirk Stuttgart i förbundslandet Baden-Württemberg i Tyskland. Kommunen bildades 1933 genom en sammanslagning av Kochendorf och Jagstfeld samt Hagenbach 1935. Bad Friedrichshall fick stadsrättighet 1951. Kommunen Duttenberg uppgick i staden 15 mars 1972 och Untergriesheim 1 januari 1975.
Staden ingår i kommunalförbundet Bad Friedrichshall tillsammans med kommunerna Oedheim och Offenau.